# Enrique Zudaire Iriarte
Enrique Zudaire Iriarte nació en Pamplona (Navarra) el 26 de octubre de 1914, y falleció en 1984 en la misma ciudad. Pertenece a la generación de pintores navarros nacidos a principios del siglo XX. A pesar de ser navarro, su carrera artística se desarrolló principalmente en Barcelona.

## Biografía
Nació el 26 de octubre de 1914 en Pamplona, pero cuando él tenía 2 años, su familia se trasladó a Tafalla, donde nació su hermano Ángel. A través de su padre, Álvaro Zudaire, discípulo de Enrique Zubiri, se inició desde muy temprano en la pintura.  Poco antes de la Guerra civil española, pasó a formar parte de la academia de Javier Ciga.
Enrique Zudaire participó en la Guerra civil española junto a los requetés. Tras la Guerra, trabajó en los talleres de Lipuzcoa, en la calle Estafeta (Pamplona). Este taller se dedicaba principalmente a temas relacionados con la pintura y las decoraciones.  
En 1940 se casó con Concha Salanueva Íñigo, y en ese mismo año nació su hijo, Enrique Zudaire Salanueva. Sin embargo, en 1943, abandonó a su mujer e hijo, y fue a Barcelona. Se tiene constancia de su presencia en una exposición colectiva organizada por Educación y Descanso en Pamplona en ese mismo año, en el cual ganó el primer premio. Se trata de su primera y única presencia en el arte navarro en los años cuarenta.  
Tras mudarse a Barcelona, rompió todos los lazos con Navarra, al igual que con su familia, y no volvió hasta pasados 30 años. En Barcelona, solo se dedicó a pintar, años en los que paso por apreturas económicas. Nunca se hizo muy popular en Barcelona, aunque si consiguió ganar un cierto prestigio y reconocimiento en su pintura.  
Se relacionó con el mundo cultural y artístico catalán. Practicó y perfeccionó su pintura, y dibujó con modelos que posaban para los artistas. En 1970, consiguió la medalla de honor en la exposición “Barcelona vista por sus artistas”. Se tiene constancia de que visitaba regularmente el Hogar navarro de Barcelona, donde se relacionaba con navarros, e incluso podía obtener encargos de cuadros. Pintó también cuadros sin firmar, dedicados a meros objetos decorativos, para marchantes, que lo comercializaban. Solía recibir por cada cuadro entre unas 2.000 y 2.500 pesetas.  
En 1950, participó en un drama español, “La mujer de nadie”, actuando en un papel pequeño como alguien que recibía a artistas, como una especie de marchante de arte.  
En los años setenta retomó su relación con su familia. Viajó a Tafalla (Navarra) en 1973, habiendo sido invitado a la boda de su sobrino, y en 1979-80, pasó la Navidad en familia. Los lazos con Navarra se reforzaron en la última década de su vida. Tuvo una gran relación con Fernando Martínez, coleccionista y marchante del arte navarro. Enfermo terminalmente, Fernando Martínez lo ayudó a volver a Navarra, para morir el 25 de diciembre de 1984. Su funeral y entierro se llevó a cabo en Tafalla.  
Tras su muerte, la obra del artista fue contemplada en Navarra en diversas exposiciones individuales:
- 1984, noviembre-diciembre, Librería Gómez de Pamplona. 17 obras.
- 1985, enero, Casa de Cultura de Tafalla.
- 1985, diciembre, Galería El Porche de Pamplona.
- 1999, junio-julio, Galería Sorolla de Pamplona. 30 obras
- 2014, mayo-junio, sala Conde de Rodezno. 60 obras.[3]
- 2015, febrero-marzo, Centro Cultural Tafalla Kulturgunea. 35 obras.[4]

## La obra pictórica
La obra pictórica de Zudaire Iriarte puede dividirse en cuatro temas: 

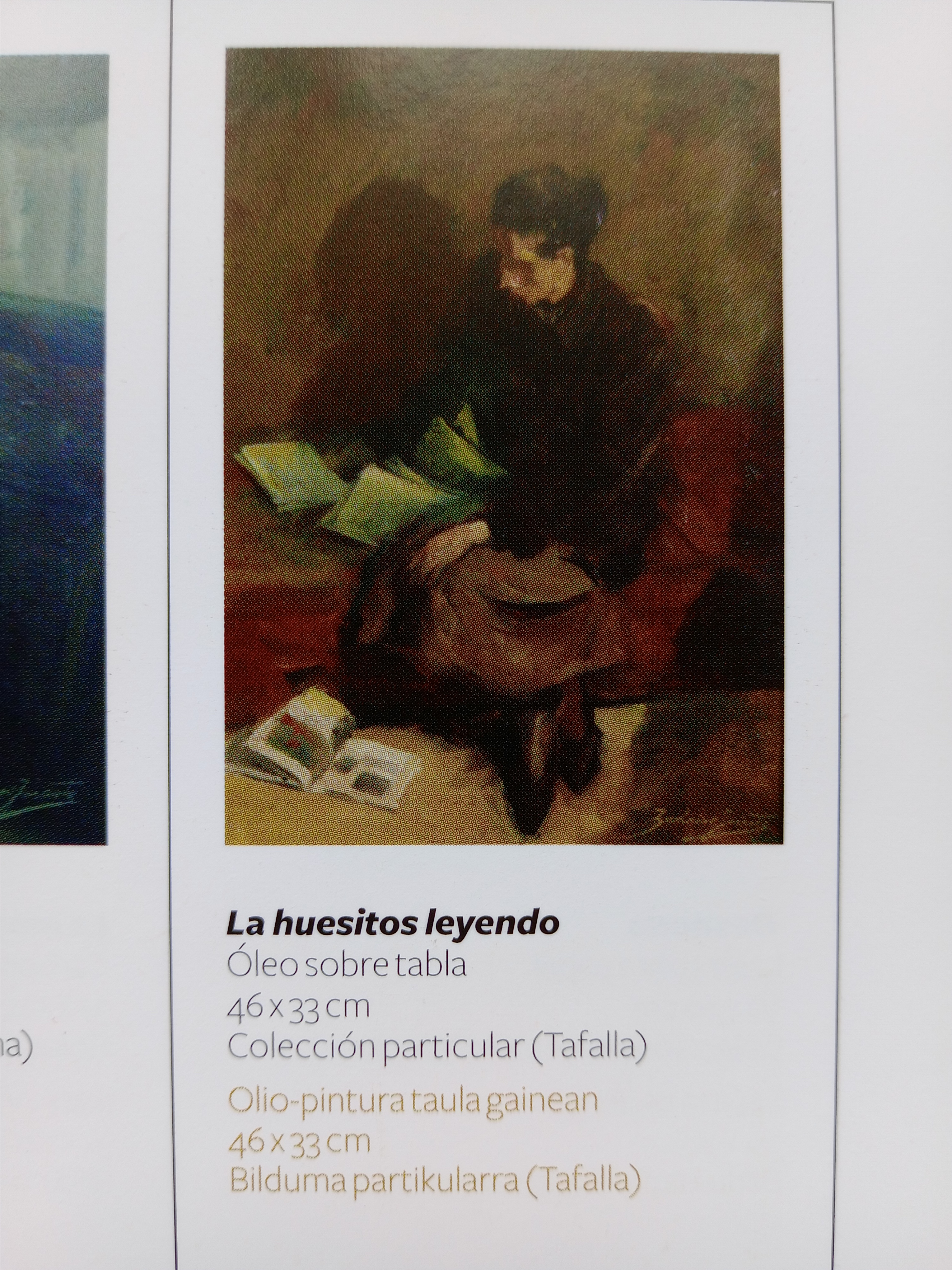
La huesitos leyendo

### 1. La figura
Las figuras son el tema principal de Zudaire Iriarte. Buena parte de sus obras tienen como motivo estético la figura humana, especialmente la femenina.En su obra, aparecen representadas muchas figuras femeninas en interiores, que destacan por su intimismo, melancolía, estar desdibujadas, resultando atrayentes.  
Dentro de esta temática tenemos los retratos. Principalmente realizó retratos de su familia. Aunque también hizo de sus amigos, como es el caso del "Retrato de Bofarul" o “Retrato de mi amigo”. El autorretrato también aparece en su obra artística. Zudaire Iriarte es capaz de captar la personalidad psicológica de los retratados. Dentro de esta producción, hay una preponderancia de los retratos masculinos sobre los femeninos. 
Asimismo, hay que destacar las representaciones de figuras en interiores. En estas, al contrario que en el retrato, las representaciones femeninas son mucho mayores. Estas obras sobresalen por ser muy personales, cargadas de sensibilidad, e intimistas. Suelen aparecer mujeres realizando tareas domésticas, cosiendo o limpiando. En ocasiones, también aparecen figuras femeninas desnudas o semidesnudas, en actitud de descanso o sueño. También hay otras de mujeres sosteniendo a su hijo o tocando el piano. En estas obras cabe destacar el ambiente que logra crear el artista, con contrastes, luces contrapuestas, y figuras y formas simplemente insinuadas. Para lograr esta atmósfera, es fundamental el empleo de la luz que utiliza el artista. Dentro de estas representaciones, hay que remarcar las obras en la que aparece “La Huesitos”, cuadros en los que toma de modelo a una amiga de Barcelona.

### 2. El Paisaje

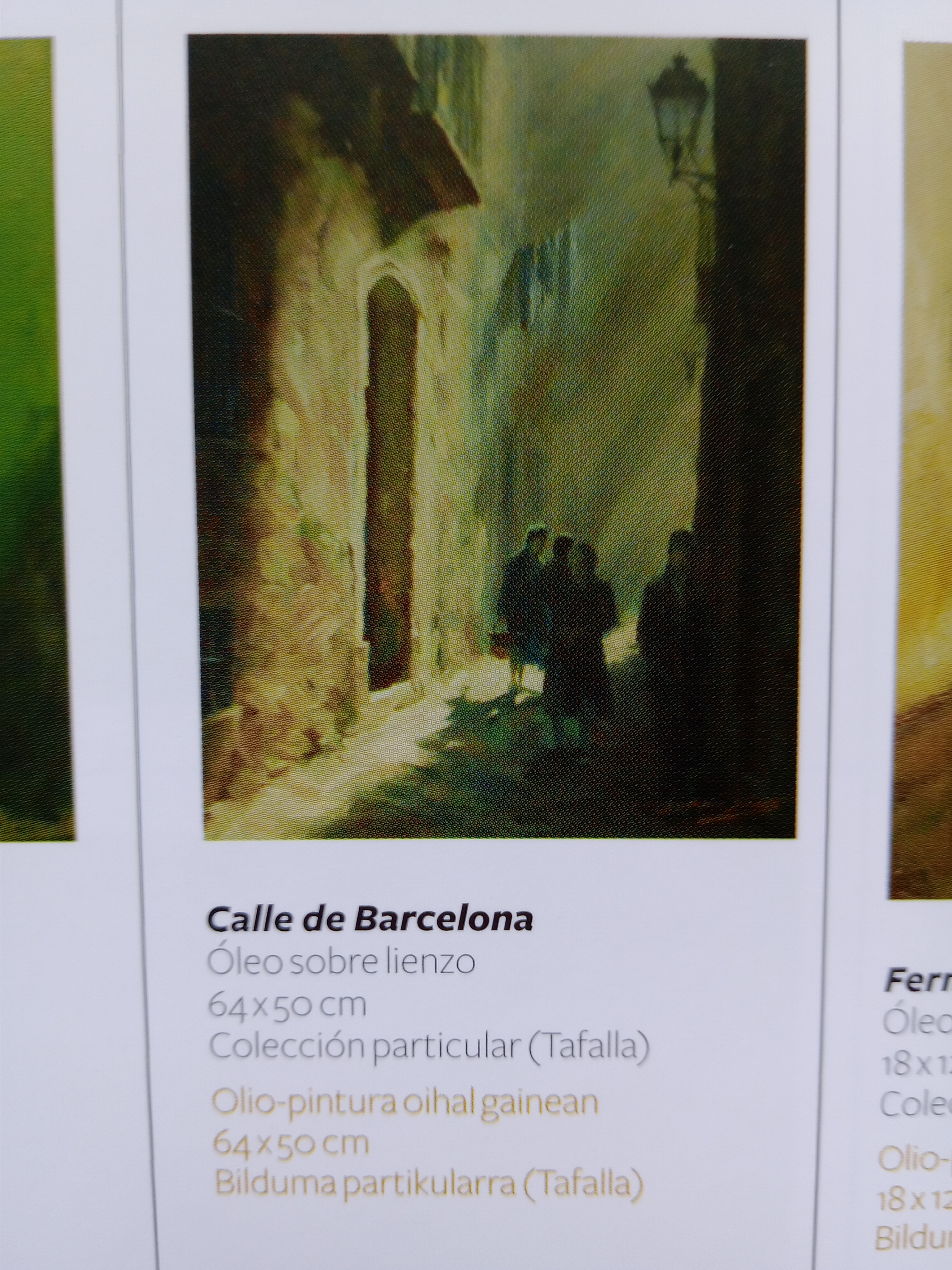
Calle de Barcelona

El paisaje es el segundo de los temas más importantes de su producción artística. Hay una doble plasmación del paisaje. Por un lado, desde su tierra natal, Navarra; y por otro, desde su tierra adoptiva, Cataluña. En sus obras más destacadas aparecen unas luces crepusculares, semejantes a las luces de sus cuadros con figuras en interiores.  
Las obras del paisaje navarro son de la década de los 30 y principios de los 40 del siglo XX. Algunas de sus obras son de representaciones de la iglesia de Ujué, una de la iglesia de San Cernin, y otra de la Plaza Mayor de Tafalla. Se trata de obras muy diferentes a las que hará posteriormente. En estas predomina el dibujo, la línea, y tiene escasas matizaciones.  El resto de los paisajes navarros que realizó fue a su vuelta en Navarra en la década de los setenta y ochenta, que se centraron sobre todo en los entornos de la ciudad de Tafalla.  
En cuanto al paisaje de Cataluña, y sobre todo Barcelona, destacan las vistas de playas, pueblos montañeses, o simplemente rincones rurales. Es habitual la utilización de luces crepusculares, muy semejantes a las luces de interior. Los reflejos de las aguas, las barcas varadas, y el sol crepuscular le sirven de excusa para la recreación de luces y colores. Junto a estos paisajes del puerto de Barcelona, las callejuelas de Barcelona son una constante en su obra artística. En ellas, plasma el encanto y el romanticismo del viejo Barcelona, y que reflejan ambientes rurales y antiguos, lejos de la ciudad moderna. En estas callejas suelen deambular figuras, carros tirados por mulos, con mercados de flores, o son calles solitarias y silenciosas.

### 3. Naturaleza muerta

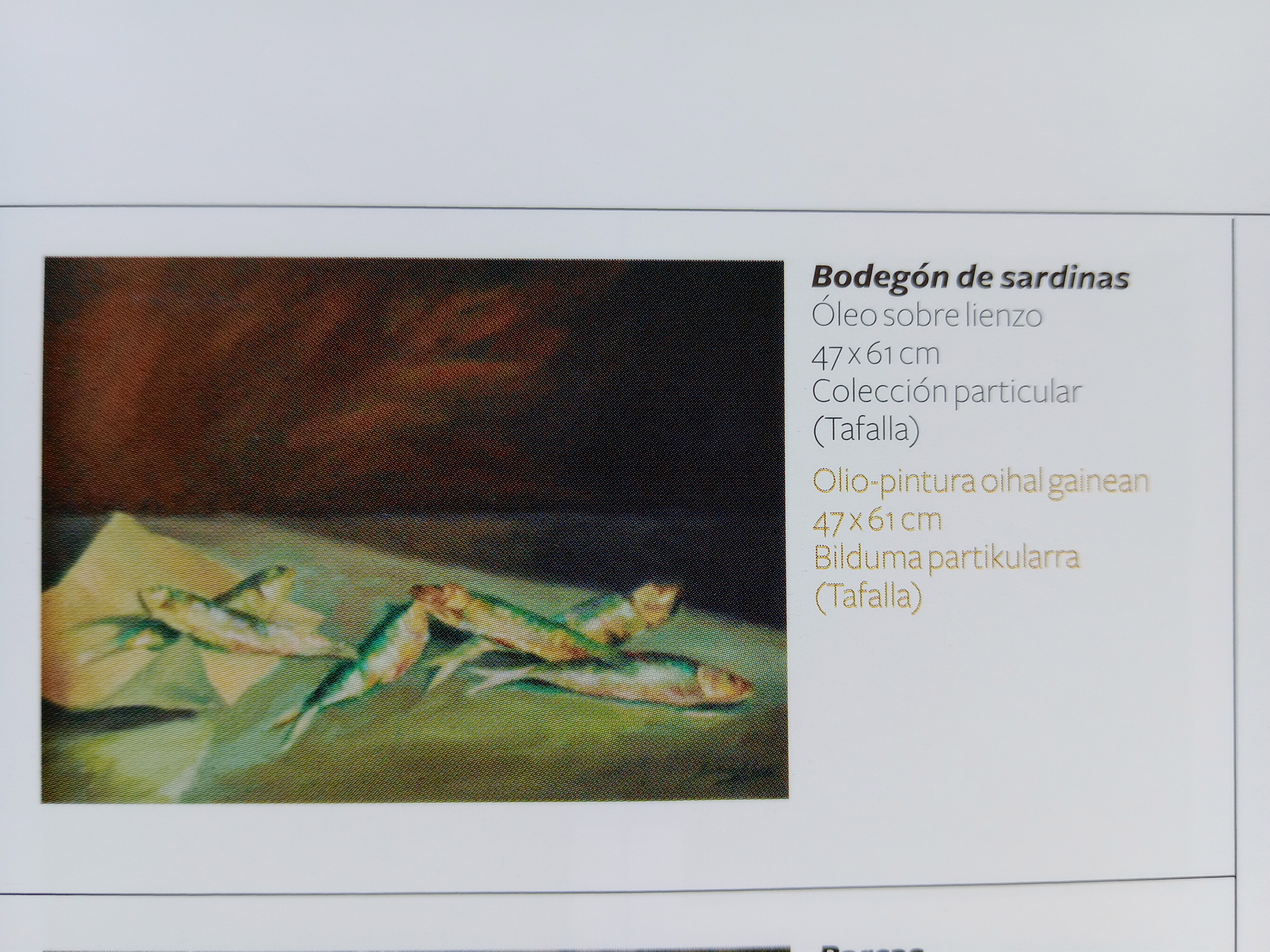
Bodegón de sardinas

De aquí destacan los cuadros de flores, generalmente dentro de una vasija o jarrón, en la que plasma colores, con contrates de tonos y luces. También es común la representación de bodegones, con aves, piezas de caza, frutas o recipientes. Hay una obra que recrea en diferentes versiones, la cual llamamos “Sardinas viejas”, en la que aparecen unas sardinas con un envoltorio medio desplegado y encima de una mesa. El motivo representado sigue siendo una escusa para crear el ambiente, el espacio, las luces interiores, las diversas tonalidades del color, etc.

### 4.Temas religiosos

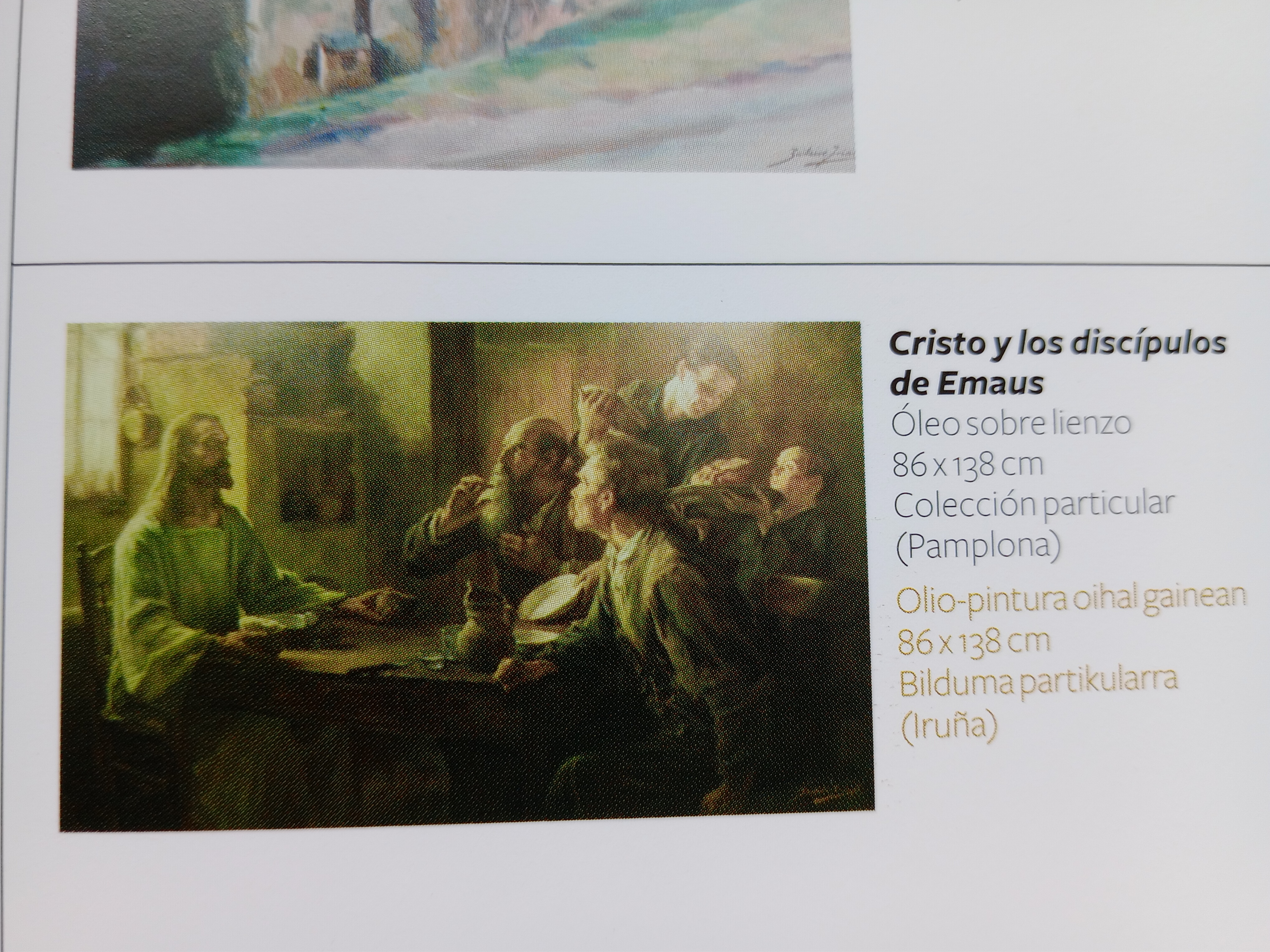
Cristo y los discípulos de Emaus

Se trata de una temática minoritario dentro de su producción. Realizó en total una media docena de obras de temática religiosa. Transforma el contenido hacia una temática con fondo y significación religiosa.

"Zudaire Iriarte es de los artista más completos y de más heterogénea plasmación que pueda concebirse. Todos sus cuadros son obras de verdadero valor y excepcional mérito. Sus marinas, bodegones, paisajes y … el retrato, en donde puede afirmarse sin equívoco alguno, que es lo mejor de lo mejor entre los escasos maestros en dicha modalidad. La obra de Enrique Zudaire Iriarte, ha colmado de elogios dicha inauguración"
Ramón Hernández

## La técnica pictórica
Zudaire es un artista figurativo, y su técnica evoluciona desde dos vertientes, una temática norteña (Navarra), y otra mediterránea (Barcelona). Su pintura es una mezcla entre estas dos corrientes. 
Trabajó principalmente la pintura al óleo sobre lienzo, aunque también realizó obras sobre tablas, e incluso cartón. Su dominio del dibujo fue lo que posibilitó en gran medida la creación de sus óleos. Aunque al final acaban primando las luces, colores y ambientes. Zudaire también destaca por la composición de los elementos dentro de los cuadros. Practicó mucho el dibujo, y la mayoría de sus dibujos realizados eran modelos femeninos desnudos, en diversas poses y situaciones, y generalmente realizados a lápiz o a carboncillo.
El empleo de la luz es esencial en su trabajo. Dominaba con mucha maestría las luces interiores, especialmente en tonos dorados e indirectas, con las que lograba grandes contrastes y jugaba con los colores. Las luces llegaban a difuminar las formas y figuras, haciendo que estas se mezclasen con el entorno. También dominaba las luces exteriores, aunque tenía una predilección por las luces atenuadas, crepusculares, que en muchas ocasiones se asemejan a luces de interior. Zudaire Iriarte tenía una amplia paleta de colores, aunque cabe destacar las tonalidades grisáceas y azuladas, y los verdosos y ocres en sus versiones más apagadas.

## Galería
|                                             |
| Obras presentadas en la exposición de 2014. |

|                                             |
| Obras presentadas en la exposición de 2014. |

|                                             |
| Obras presentadas en la exposición de 2014. |

|                                             |
| Obras presentadas en la exposición de 2014. |

|                                             |
| Obras presentadas en la exposición de 2014. |

|                                             |
| Obras presentadas en la exposición de 2014. |

|                                             |
| Obras presentadas en la exposición de 2014. |

|                                             |
| Obras presentadas en la exposición de 2014. |